# جيمس جيبسون لوريمر
جيمس جيبسون لوريمر هو سياسي كندي، ولد في 3 يونيو 1923 في فيكتوريا في كندا، وتوفي في 25 أكتوبر 2012 في كولومبيا البريطانية في كندا. نشط حزبياً في الحزب الديمقراطي الجديد في كولومبيا البريطانية ‏.